# Большегондырское сельское поселение
Большегондырское сельское поселение — муниципальное образование в составе Куединского района Пермского края.
Административный центр — село Большой Гондыр.
В ноябре 2004 года в результате реформы местного самоуправления Законом Пермской области наделёно статусом сельского поселения.

## Географическое положение
Поселение расположено в юго-западной части Куединского района.

## Символика
Решением Совета депутатов Большегондырское сельского поселения от 8 декабря 2010 года № 104 утверждены герб и флаг поселения. Герб внесен в Государственный геральдический регистр РФ под № 7007. Флаг внесен в Государственный геральдический регистр РФ под № 7008.
Описание герба: «В пересеченном лазурью и зеленью поле золотой идущий медведь сопровождаемый во главе серебряным прямым вырубным крестом».
Описание флага: «Прямоугольное полотнище с отношением ширины к длине 2:3, разделенное по горизонтали на две равные части: голубую и зелёную и несущее в центре, поверх деления, изображение фигур из герба поселения, выполненное в белом и жёлтом цветах».

## Население
| 2010  | 2012  | 2013  | 2014  | 2015  | 2016  | 2017  |
| ----- | ----- | ----- | ----- | ----- | ----- | ----- |
| 3094  | ↘3032 | ↘2950 | ↘2892 | ↘2854 | ↘2849 | ↘2790 |
| 2018  | 2019  | 2020  |       |       |       |       |
| ↘2712 | ↘2694 | ↘2654 |       |       |       |       |

По данным переписи 2010 года численность населения составляла 3094 человека, в том числе 1437 мужчин и 1657 женщин.

## Состав сельского поселения
| №  | Населённый пункт           | Тип населённого пункта       | Население |
| -- | -------------------------- | ---------------------------- | --------- |
| 1  | Барабан                    | деревня                      | 153       |
| 2  | Большой Гондыр             | село, административный центр | ↗1343     |
| 3  | Верх-Гондыр                | деревня                      | 234       |
| 4  | Вильгурт                   | деревня                      | 27        |
| 5  | Казарма 1246 км            | населённый пункт             | 4         |
| 6  | Кипчак                     | деревня                      | 476       |
| 7  | Кирга                      | деревня                      | 538       |
| 8  | Рабак                      | железнодорожная станция      | 86        |
| 9  | Союз                       | деревня                      | 80        |
| 10 | Участок 3-го Госконезавода | деревня                      | 107       |

## Экономика
На территории поселения осуществляют деятельность: СПК «Горд Кужим» («Красная сила»), ОКХ «Выль Сюрес» («Новый путь»), колхоз «Югдон» («Рассвет»), крестьянско-фермерские хозяйства.

## Объекты социальной сферы
На территории поселения функционируют следующие объекты социальной сферы:
- учреждения здравоохранения: 
  - Большегондырская участковая больница,
  - Киргинский ФАП,
  - Кипчакский ФАП,
  - Верхнегондырский ФАП,
  - Рабаковский ФАП;
- общеобразовательные учреждения: 
  - МБОУ «Большегондырская средняя общеобразовательная школа»,
  - МБОУ «Кипчакская основная общеобразовательная школа»,
  - МБОУ «Киргинская основная общеобразовательная школа»,
  - МБОУ «Верхнегондырская начальная школа - детский сад»;
- дошкольные образоватльные учреждения:
  - МБДОУ «Большегондырский детский сад»,
  - МБДОУ «Киргинский детский  сад»,
  - МБДОУ «Кипчакский детский сад»;
- учреждения культуры: МБУ «Большегондырский культурно-спортивный центр» в состав которого входят 
  - Большегондырский сельский дом культуры,
  - Киргинский сельский клуб,
  - Кипчакский сельский клуб,
  - Верхнегондырский сельский клуб,
  - Рабаковский сельский клуб,
  - Союзовский сельский клуб,
  - Барабановский сельский клуб,
  - Большегондырская сельская библиотека им. Ф.Ф. Павленкова,
  - Рабаковская сельская библиотека,
  - Киргинская сельская библиотека,
  - Кипчакская сельская библиотека,
  - парк культуры и отдыха (единственный в Куединском районе).